# FIPS (Partitionierungssoftware)
FIPS (The First nondestructive Interactive Partition Splitting program) ist ein DOS-Programm zur datenerhaltenden Verkleinerung von FAT16- und FAT32-Partitionen.
Das Programm gehörte zu den ersten freien DOS-Programmen, mit denen man Partitionen verkleinern konnte, ohne Daten löschen zu müssen. Bis zur Entwicklung von GNU Parted gehörte es zu den Standardwerkzeugen für eine Linux-Installation. Es wurde bei jeder größeren Linux-Distribution, FreeBSD und OpenBSD mitgeliefert.